# 賴基夫齊
49°19′37″N 26°45′23″E / 49.32694°N 26.75639°E
賴基夫齊（烏克蘭語：Райківці）是位於烏克蘭西部的村莊，由赫梅利尼茨基州裡赫梅利尼茨基區的近衛軍村市鎮負責管轄。該村面積1.93平方公里，海拔高度308米，2001年人口1,476，人口密度每平方公里764.8人。